# Жермен (Горња Марна)
Жермен (фр. Germaines) насеље је и општина у североисточној Француској у региону Шампањ-Арден, у департману Горња Марна која припада префектури Лангр.
По подацима из 2011. године у општини је живело 31 становника, а густина насељености је износила 3,57 становника/km². Општина се простире на површини од 8,69 km². Налази се на средњој надморској висини од 345 метара.

## Демографија
| 1962. | 1968. | 1975. | 1982. | 1990. | 1999. | 2011. |
| ----- | ----- | ----- | ----- | ----- | ----- | ----- |
| 68    | 84    | 75    | 57    | 45    | 34    | 31    |

График промене броја становника у току последњих година